# Silicon Teens
Silicon Teens was een Britse new-waveband. De band werd gecreëerd door Daniel Miller die als hoofd van het label Mute tevens aan de basis stond van de successen van Fad Gadget en Depeche Mode. Als virtuele band beschikte Silicon Teens over acteurs die zich tijdens interviews als muzikanten voordeden waaronder Frank Tovey (Fad Gadget). Miller was de "werkelijke" zanger en bespeelde alle instrumenten. De band bracht in zijn korte bestaan één studioalbum en drie singles uit. Met het album, Music for parties (1980), werd de band door Rolling Stone opgenomen in hun lijst van 40 greatest one-album wonders.

## Geschiedenis
Na het uitbrengen van het nummer Warm leatherette onder de naam The Normal bracht Daniel Miller in 1979 een synthpopcover uit van Memphis, Tennessee, oorspronkelijk van rock-'n-roller Chuck Berry. Dit deed hij onder de naam Silicon Teens. Miller kwam naar eigen zeggen op de naam "Silicon Teens" na een visioen van vier tieners die in een elektroband speelden. De "bandleden" van de virtuele band waren Darryl, Jacki, Paul en Diane. Frank Tovey (Fad Gadget) nam de rol van frontman Darryl op zich, hoewel hij geen enkele bijdrage leverde aan opnames. Tijdens interviews speelden verschillende acteurs de andere personages.
Er volgden nog twee singles, Judy in disguise en Just like Eddie. In 1980 verscheen het debuutalbum Music for parties dat vol stond met synthpopcovers van rock-'n-rollnummers uit de jaren 1950 en 1960. Zowel het album als de singles Judy in disguise en Just like Eddie belandden in de indie chart in het Verenigd Koninkrijk. Na 1980 verscheen er geen nieuw werk meer.
Miller's visioen van vier tieners in een elektroband werd werkelijkheid toen hij in 1980 de leden van Depeche Mode zag optreden als het voorprogramma van Fad Gadget, waarna hij de band contracteerde bij zijn label Mute Records.

## Stijl
Vivien Goldman van NME noemde Silicon Teens "the world's first school-age synthesizer pop band". De nummers Memphis, Tennessee en Let's dance rekende ze tot "champagne pop, they tickle your ears and make you giggle". In zijn recensie van Music for parties schreef Andy Kellman van AllMusic dat de muziek klinkt als "straight-faced, faithful synthpop renditions of tunes".

## Discografie
- Music for parties, 1980